# 小行星3966
小行星3966（3966 Cherednichenko）是一颗绕太阳运转的小行星，为主小行星带小行星。该小行星于1976年9月24日发现。

## 轨道参数
小行星3966的轨道半长轴为3.2330084 UA，离心率为0.023。